# Gennebreck
Gennebreck ist einer von sechs Stadtteilen der Stadt Sprockhövel im Ennepe-Ruhr-Kreis, Nordrhein-Westfalen. Bis 1970 war Gennebreck eine eigenständige Landgemeinde im Amt Haßlinghausen.

## Lage und Beschreibung
Gennebreck liegt im Westen Sprockhövels und grenzt im Westen und im Süden an Wuppertal (Stadtteile Nächstebreck und Dönberg) und im Norden an Hattingen (Stadtteil Oberelfringhausen). Jenseits der vom Felderbach durchflossenen Herzkämper Mulde im Osten liegt der Sprockhöveler Stadtteil Obersprockhövel. Der Deilbach bildet einen Teil der Westgrenze zu Wuppertal.
Die Südgrenze liegt auf der Wasserscheide zwischen den Flusssystemen der Wupper und der Ruhr. Dort befindet sich auch das Waldgebiet Hilgenpütt. Der bergbauhistorische Herzkämper-Mulde-Weg, der Gennebrecker Rundweg und auch der Wuppertaler Rundweg erschließen Gennebreck für Wanderer.
Gennebreck besteht aus dem Kirchdorf Herzkamp sowie zahlreichen Außenortschaften und Hofschaften wie Äckern, Alter Schee, Alter Schneppendahl, Bahnhof Schee, Berge, Bredde, Birkenhof, Brink, Bruch, Busch, Egen, Einerfeld, Ellerhäuschen, Erlen, Flüsloh, Frielinghausen, Gennebreckmühle, Großer Siepen, Heege, Hetberge, Horath, Huxel, Hütte / Sankt Moritz, Im Wiesental, Kickersburg, Kleiner Siepen, Kottenengel, Kreiskotten, Kuhstoß, Kuxloh, Lehn, Lohbusch, Mellbeck, Mettberg, Neu-Amerika, Neuer Schneppendahl, Ochsenkamp, Quellenburg, Rottenberg, Sauerholz, Scheerenberg, Sondern, Stöcken, Stöckerbecke, Stöckerbrögel und Stoppelbruch.

## Geschichte
Gennebreck gehörte im Spätmittelalter und der Frühen Neuzeit in eigener Bauerschaft (In der Gendenbraken buyr) im Amt Wetter und Hochgericht Schwelm zur Grafschaft Mark. Der Ort wurde erstmals im Schatzbuch der Grafschaft Mark von 1486 erwähnt. Die 17 Steuerpflichtigen in der Bauerschaft gaben zwischen 1 Goldgulden und 7 Goldgulden an Abgabe. Im Jahre 1705 waren in der vergrößerten Gembecker Baurschafft 67 Steuerpflichtige mit Abgaben an die Rentei Wetter im Kataster verzeichnet. Größter Steuerzahler war in beiden Fällen, 1486 und 1705, der Besitzer von Hof Großer Siepen. 
Die Deutung des Ortsnamens kann im Vergleich zu Nächstebreck aus der Blickrichtung des Betrachters mit jenseits der Bracken gelegen oder jenseitig gelegener Niederwald, in dem Holz gebrochen werden konnte umschrieben werden.
Nach der märkischen Zeit war der ländlich geprägte Stadtteil bis zur Eingemeindung eine eigenständige Gemeinde im Amt Haßlinghausen des Landkreises Hagen (bis 1887), des Kreises Schwelm (bis 1929) und des Ennepe-Ruhr-Kreises (bis 1970).
Seit dem Mittelalter wurde in Gennebreck in Bergwerken Steinkohle abgebaut. Das südlichste Bergwerk des Ruhrbergbau, die Zeche Stöckerdreckbank, lag in Gennebreck. In der Gemeinde Gennebreck war die Bandweberei sehr verbreitet.
1900 besaß Gennebreck 2182 Einwohner, 1931 nur noch 1477 (Evangelische: 1368, Katholische: 69, Sonstige: 40). Die Gesamtfläche der Gemeinde betrug im Jahr 1900 insgesamt 1258 ha, im Jahr 1931 noch 1034 ha. Die Unterschiede sind auf die Gebietsabtretungen am südlichen Rand an die Stadt Barmen-Elberfeld zurückzuführen. Diese wurden am 1. August 1929 wirksam.
Am 1. Januar 1970 wurde Gennebreck nach Sprockhövel eingemeindet.

## Bildung und Sicherheit
Im Stadtteil befindet sich die Grundschule Gennebreck-Herzkamp. Der Stadtteil besitzt eine Freiwillige Feuerwehr, die 2006 aus der Auflösung der Einheiten Herzkamp und Horath entstanden ist.

## Sport
Seit 1923 der Sportverein VfL Gennebreck e. V. für den Stadtteil Fußball. Weitere Sportarten sind Volleyball und Turnen. Der Schützenverein Herzkamp befindet sich ebenfalls in dem Stadtteil.